# Watertown, Florida
Watertown är en ort i Columbia County i delstaten Florida, USA.